# С. С. Раджамаули
С. С. Раджамули (Koduri Srisaila Sri Rajamouli; англ. S. S. Rajamouli, телугу ఎస్. ఎస్. రాజమౌళి; 10 октября 1973) — индийский кинорежиссёр
 и сценарист, снимает фильмы на языке телугу.

## Биография
Семья режиссёра имеет отношение к кино: отец — В. Виджайендра Прасад — режиссёр и сценарист, дядя — также сценарист, двоюродные братья и сестры — композиторы и певцы. Отец режиссёра сотрудничает с сыном в написании сценариев фильмов, а двоюродный брат М. М. Киравани — пишет к ним музыку.
Карьеру в кино начал как помощник монтажёра и режиссёра, затем некоторое время писал сценарии вместе с отцом. Не удовлетворённый воплощениями своих сценариев, решил снимать фильмы сам.
Известен фильмами на стыке эпического кино, боевика и фэнтези. Является самым кассовым индийским режиссёром всех времён, а также самым высокооплачиваемым режиссёром в индийском кино.
Обладатель различных национальных и международных наград, в частности, как премии Сообщества кинокритиков Нью-Йорка (2022) и Filmfare Awards South (2009, 2012, 2015, 2017, 2022) за лучшую режиссуру. В 2016 году правительство Индии наградило его премией Падма Шри за вклад в искусство. В 2023 году он был включен в список 100 самых влиятельных людей мира по версии журнала Time.
Аналитик киноидустрии Комал Нахта назвал Раджамули «самым крупным индийским режиссером за всю историю». Рэйчел Дуайер, профессор индийской культуры и кино Школы востоковедения и африканистики Лондонского университета, назвала его «возможно, самым значительным режиссёром Индии сегодня». Три фильма режиссёра — «Бахубали: Начало» (2015), «Бахубали: Рождение легенды» (2017) и «RRR: Рядом ревёт революция» (2022) — являются одними из самых кассовых фильмов Индии. Все три фильма также стали самыми дорогими индийскими фильмами на момент их выхода.